# Ziua în care vin peștii
Ziua în care vin peștii (titlul original în engleză The Day the Fish Came Out) este un film de comedie coproducție greco-britanico-american, realizat în 1967 de regizorul Michael Cacoyannis inspirat dintr-un fapt real, protagoniști fiind actorii Tom Courtenay,Colin Blakely, Sam Wanamaker și Candice Bergen. 

## Rezumat
1966, undeva în Marea Egee. Un avion care transporta arme nucleare se prăbușește în mare. Nedorind să se repete scandalul asemănător petrecut cu un an mai devreme la Palomares, serviciile secrete americane trimit pe insula din apropierea zonei unde s-a prăbușit avionul, o trupă de „turiști” pentru a rcupera obiectele periculoase. Însă cel mai important dar și cel mai periculos obiect, un container radioactiv închis ermetic, a ajuns în posesia unei familii de păstori din zonă, care se străduie prin toate mijloacele la îndemână să-l deschidă, convinși fiind că vor găsi comoara care îi salvează de sărăcie.

## Distribuție
- Tom Courtenay – navigatorul
- Colin Blakely – pilotul
- Sam Wanamaker – domnul James Elias
- Candice Bergen – Electra Brown
- Ian Ogilvy – Peter
- Dimitris Nikolaidis – dentistul
- Nicolas Alexios – Goatherd
- Patricia Burke – doamna Mavroyannis
- Paris Alexander – Fred
- Arthur Mitchell – Frank
- Marlena Carrer – soția lui Goatherd
- Tom Klunis – domnul French
- William Berger – bărbatul în pat
- Kostas Papakonstantinou – Manolios
- Dora Stratou – un agent călător
- Alexander Lykourezos – directorul oficiului de turism
- Tom Whitehead – Mike
- Walter Granecki – comandantul bazei
- Dimitris Ioakeimidis – un polițist
- James Connolly – un turist
- Assi Dayan – un turist
- Robert Killian – un turist
- Derek Kulai – un turist
- Keith Lancaster – un turist
- Alexis Mann – un turist
- Raymond McWilliams – un turist
- Michael Radford – un turist
- Peter Robinson – un turist
- Grigoris Stefanides – un turist
- Peter Stratful – un turist
- Kosta Timvios – un turist
- Herbert Zeichner – un turist

## Aprecieri
„ Containerul este o expresie vie a „Cutiei Pandorei”: conținutul va infesta întreaga lume. Simbolurile conotative abundă, de altfel, în filmul lui Cacoyannis, unde cineastul ambiționează să-și dovedească arta afină nu numai măștii tragice, dar și comediei. Deși panoplia comică a cineastului grec se dovedește eclectică și nu întotdeauna proprie stilului scenariului, filmul e eficace, mai ales spre final, cu inconștiența generală a manipulării mijloacelor de distrugere totală, de la păstor la statul major. Secvența rapel: tulburătorul cadru în care „vin peștii”, pasta groasă a peștilor morți care acoperă marea”— Tudor Caranfil ,  Dicționar universal de lungmetraje cinematografice